# L'Œuf ou la Poule ?
Ne doit pas être confondu avec Paradoxe de l'œuf et de la poule.
L’Œuf ou la Poule ? est un ancien jeu télévisé français produit par H2O Productions et Banijay Productions France, et diffusé sur D8 devenue C8.
Adapté du programme belge Sooner or Later? et présenté anciennement par Cyril Hanouna puis par Camille Combal, et par Estelle Denis, le jeu est diffusé du 18 avril 2014 au 25 janvier 2017. Pour sa dernière saison, Sébastien Cauet prendra les rênes de cette émission, devenant ainsi le quatrième animateur de ce jeu. À compter du 5 septembre 2014, l'émission est également diffusée en Belgique sur Plug RTL,.

## Concept
Le jeu consiste en un quiz décalé de culture générale. Partant du célèbre paradoxe de l'œuf et de la poule, l'animateur pose des questions à choix multiples et les invités doivent trouver la bonne réponse avec leur tablette. Au cours des manches, les invités sont éliminés de manière qu'il n'en reste plus qu'un. Entre la première et la sixième émission, Camille Combal puis Bertrand Chameroy accueille les perdants, en dévoilant des vidéos sur les invités. Un classement suit les scores des invités tout au long du jeu. Des danseuses costumées en poule et un DJ sont souvent présents.

## Historique
Adaptation du format belge Sooner or Later?, diffusée depuis 2012 en Belgique, L'Œuf ou la Poule ? est diffusée en France sur D8 depuis le 18 avril 2014. Le jeu est produit par H2O Productions et Banijay et présenté par Cyril Hanouna avec en coprésentateur Camille Combal. À cause d'un emploi du temps surchargé, Camille Combal est remplacé par Bertrand Chameroy lors des cinquième et sixième émissions. À partir de la septième émission, Cyril Hanouna présente le jeu seul. Courant 2015 il quitte la présentation du jeu , laissant sa place de présentateur à Camille Combal. En février 2016 Estelle Denis remplace Camille Combal, et Cauet remplace Estelle Denis lors de la rentrée 2016.